# Sabadabada
Sabadabada, també conegut com a Dabadabada, o amb els títols de De 12 a 2 i De 11 a 1, va ser un programa infantil de televisió emès des del 3 de gener de 1981 fins a 1984 en TVE.

## Història
Sota el títol de De 12 a 2, responent a l'horari d'emissió, va començar a emetre's en el matí dels dissabtes aquest macro-programa infantil dirigit per José Antonio Plaza.
La presentació correspondia a Mayra Gómez Kemp, Rosa María Otero (una professional de la ràdio) i Carmen Lázaro, que s'encarregava de presentar una secció dedicada al món de les plantes. Col·laboraven en l'espai el showman Torrebruno, que s'encarregava dels jocs i concursos, a més d'aportar la seva música al programa (especialment popular es va fer el tema Tigres y leones), el dibuixant José Ramón Sánchez, els ninots d'Alejandro Millán (el llobo Fortunato, la tia Josefina...) i Mercedes Rodríguez de la Fuente, filla de l'aleshores recentment desaparegut Félix Rodríguez de la Fuente, que acostava als nens al Regne animal i que només es va mantenir en l'espai durant algunes setmanes; finalment hi havia una secció amb marionetes animades, conduïda per un ninot anomenat Horacio Pinchadiscos - igualment creat per Millán - discjòquei que donava pas a un peculiar hit-parade dels èxits musicals del moment representat per l'alter ego en marioneta dels cantants més famosos.
Pocs mesos després, amb el canvi d'horari de l'espai (D'onze a una), el programa va passar a dir-se en un primer moment De 11 a 1, i després Sabadabada. Des del 21 de gener de 1982, el programa es va traslladar a la tarda dels dijous adquirint el seu títol definitiu de Dabadabada.
En finalitzar la temporada 1981-1982, Mayra Gómez Kemp va abandonar el programa per a començar a presentar el concurs Un, dos, tres... responda otra vez. Això va produir canvis més profunds en l'espai: José Antonio Plaza, Rosa María Otero i Carmen Lázaro també van deixar Dabadabada.
Des de 1983 i fins a la seva cancel·lació definitiva a mitjan 1984, Ramón Pradera, fins al moment realitzador del programa es va fer càrrec de la direcció. L'espai va passar a emetre's de dilluns a dijous amb mitja hora de durada i es va incorporar a la presentació la jove Sonia Martínez, acompanyada d'un ninot xerraire, anomenat Paco Micro, i al qual posava veu l'actor José Carabias.
El programa va desaparèixer en finalitzar la temporada 1983-84, i fou substituït per un altre del caire similar, titulat El kiosko, presentat per Verónica Mengod.

## Artistes convidats
Durant els anys que va durar el programa, van desfilar pel plató els artistes i cantants més admirats pel públic infantil de l'època, com Parchís, Enrique y Ana, Regaliz, etc.
Va anar també en aquest espai on va debutar artísticament el ballarí Joaquín Cortés, amb tan sols dotze anys, fent coreografies dels èxits musicals infantils. I, en una secció de petits nous talents, la cantant Marta Sánchez, amb quinze anys, es posava per primera vegada davant d'una cambra.
Durant uns mesos, en 1982, després de la marxa de Mayra Gómez Kemp i abans de l'arribada de Sonia Martínez, el programa va estar presentat per ídols infantils de l'època com Pancho i Javi (José Luis Fernández i Juan José Artero) o Tito i Piraña (Miguel Joven i Miguel Ángel Valero).
Els petits van tenir també ocasió d'entrevistar a destacats personatges del món de la cultura i l'esport com Núria Espert, José María Rodero o Paquito Fernández Ochoa.

## Premis
- TP d'Or 1981. Millor Programa Infantil.
- TP d'Or 1983. Millor Programa Infantil.

## Fitxa tècnica
- Direcció: José Antonio Plaza / Ramón Pradera
- Realització: Ramón Pradera / Adriano del Valle
- Guió: Fernando de Olid
- Producció: Jaime Álvarez